# (54362) Restitutum
(54362) Restitutum est un astéroïde de la ceinture principale.

## Description
(54362) Restitutum est un astéroïde de la ceinture principale. Il fut découvert le 27 mai 2000 à Anza (Californie) par Michael Collins et Minor White. Il présente une orbite caractérisée par un demi-grand axe de 2,64 UA, une excentricité de 0,13 et une inclinaison de 13,8° par rapport à l'écliptique.

## Compléments